# Mary Ann Wrighten Pownall
Mary Ann Wrighten Pownall, död 1796, var en brittisk-amerikansk skådespelare och sångerska.  
Hon var engagerad vid Drury Lane och Vauxhall Gardens i London 1777-1786, där hon hade en framgångsrik karriär och en tid kallades landets främsta komiska sångerska.  Hon lämnade sin make Wrighten 1786, och kallade sig sedan 'Mrs Pownall'. Mellan 1792 och 1795 var hon engagerad vid Old American Company i John Street Theatre i New York i USA, och 1795-96 vid Charleston Company i Charleston Theatre i Charleston i South Carolina. Pownall gjorde stor succé i USA och var blev under sin korta amerikanska karriär berömd som landets bästa sångerska. Under sommaren, då teatern var stängd, uppträdde hon ofta som konsertsångerska, bland annat i Boston 1794. 
Hon uppträdde ofta med sina barn, Charlotte Wrighten Placide, Felix Pownall (d. 1796), Mary Wrighten (d. 1796), och Louisa Delia Wrighten (d. 1797). Hennes äldsta dotter Charlotte gifte sig 1796 med Alexander Placide mot hennes vilja, vilket gjorde att hon ställde in sin planerade hemresa till London. Hon och tre av hennes fyra barn avled hastigt i Charleston i gula febern. 